# Maule Memorial Church
Die Maule Memorial Church ist ein Kirchengebäude in Tarfside in der schottischen Council Area Angus. Sie wurde 1859 von den Architekten John, James Murdoch und William Hardie Hay als Freikirche erbaut. 1971 wurde sie als Kategorie-B-Bauwerk in die Denkmalliste Schottlands eingetragen.

## Geschichte
Die Maule Memorial Church wurde wenige Jahre nach der Spaltung der Church of Scotland im Jahr 1843 errichtet, die zur Gründung der Free Church of Scotland führte. Das Land, auf dem die Kirche steht, schenkte Fox Maule Ramsay (1801–1874), 2. Lord Panmure und 11. Earl of Dalhousie, 1852 seinem Freund und Führer der Freikirche, Thomas Guthrie. Beiden Männern wird in der Kirche mit Glasmalereien gedacht, während Fox Maule Ramsay selbst der Name der Kirche gewidmet ist.
Nach der Rückkehr der Gemeinde in die Church of Scotland wurde die Maule Memorial Church in den 1930er Jahren mit der Lochlee Parish Church unter einem einzigen Pfarrer zusammengeführt. In den frühen 1990er Jahren wurde eine Restaurierung durchgeführt. Die Gottesdienste finden heute jeweils am letzten Sonntag des Monats hauptsächlich in der Maule Memorial Church statt.

## Beschreibung

### Außenarchitektur
Die Kirche besteht aus einem rechteckigen Kirchenschiff, einem nordöstlichen Turm und einer südlichen Vorhalle. Sie enthält sächsisch-romanische Verzierungen wie z. B. Fischgrätmuster und Rundbogenfenster. Die Kirche wurde aus großen aufgeschichteten Blöcken aus Sandbruchstein mit Einfassungen und Verkleidungen aus Quaderstein erbaut. Die Dächer des Kirchenschiffs, der Vorhalle und des Turms sind mit Schiefer gedeckt.
Die Nordfassade wird von einem großen zweistöckigen quadratischen Turm dominiert. Wie die restliche Kirche weist er eine vorspringende untere Steinschicht und eine Schicht aus Fischgrät-Mauerwerk auf. Im Erdgeschoss gibt es schmale Rundbogenfenster und weiter oben Schlitzöffnungen. An der Oberseite des Turms befinden sich Paare von mit Luftschlitzen versehenen Rundbogenfenstern. Das flache Dach ist ein Walmdach. An den Turm und die Nordfassade gliedert sich ein Vorbau an. In die Nordfassade des Kirchenschiffs sind zudem drei kleine Rundbogenfenster eingelassen.
Der Westgiebel hat eine Anordnung von drei hohen Rundbogenfenstern, wobei das mittlere etwas höher ist. Der östliche Giebel hat nur zwei schmale Rundbogenfenster. Die Südfassade weist einen versetzten Eingangsvorbau auf. Dieser ist gegiebelt und hat ein keltisches Kreuz als Giebelspitze. Es gibt ein offenes Rundbogentor in die Vorhalle und von dieser gelangt man durch eine Holztür in die Kirche.

### Innenarchitektur
Der Innenbereich weist cremefarben gestrichene Kirchenbänke auf, die nach der östlichen Kanzel und zum Chorbereich hin ausgerichtet sind. Es gibt einen holzgetäfelten Dado. Die dunkel gefärbte Holzdachkonstruktion liegt frei und stützt sich auf in die Wände eingelassene Steinkonsolen. Die Wände sind cremefarben gestrichen, und es gibt rote Teppiche, die im Chorbereich dunkler sind.
Am östlichen Ende dominiert die hölzerne Kanzel mit hoher Rückwand. Die Rückwand ist mit einem einfachen Dreipass-Maßwerk verziert. Vor der Kanzel befindet sich ein geschnitzter hölzerner Kommunionstisch und im Norden steht ein Taufbecken aus Stein und Marmor. Die Ostfenster sind mit Glasmalereien verziert, während ansonsten Rautenfenster vorhanden sind.